# Chase N. Cashe
Jesse Woodard IV, född 11 september 1987 i New Orleans i Louisiana, mer känd under artistnamnet Chase N. Cashe, är en amerikansk musikproducent. Han har skapat musik åt flera populära artister, däribland Brandy Norwood, Flo Rida, Pussycat Dolls, Young Money, Eminem, Drake och Lil Wayne.